# Dimetrodon natalis
Dimetrodon natalis — вид диметродонів . Відкритий і описаний Romer , 1936 . Жив у Техасі, у США . Статус — Валідний . Синонім — Clepsydrops natalis (Cope, 1878) .